# Сегрейв, Стефан (архиепископ Армы)
Стефан Сегрейв (англ. Stephen Seagrave (Segrave); умер 27 октября 1333) — английский прелат, канцлер Кембриджского университета в 1303—1306 годах, архиепископ Армы с 1323 года. Происходил из знатного английского рода Сегрейвов, благодаря влиянию которого сделал церковную карьеру. Стефан пытался получить пост епископа Глазго в Шотландии, однако его попытки были неудачными из-за успехов шотландцев в войне за независимость от Англии. Позже получил диоцез в Ирландии, однако большого влияния там, судя по всему, не имел.

## Биография
Стефан происходил из английского баронского рода Сегрейвов, однако его родители точно не установлены. Он получил образование в Кембриджском университете, став доктором канонического права не позже 1303 года, а в период между 1303—1306 годами был его канцлером. В этом качестве Стефан 17 июня 1306 года в Бордо был свидетелем урегулирования разногласий между университетом и монахами по поводу устава.
Его церковная карьера продвигалась благодаря обширным семейным связям. С мая 1296 года Сегрейв был ректором в Эйлстоне около Лестера, входящем в круг семейных интересов Сегрейвов, а в 1300—1318 годах был ректором в Стоу (Нортгемптоншир), который был главной резиденцией его близкого родственника, барона Николаса Сегрейва Младшего, брат которого, Гилберт Сегрейв был одним из предшественников Стефана на посту канцлера Кембриджского университета около 1292—1293 годов.
Высокое положение, которое занимал в Шотландии другой его родственник, барон Джон Сегрейв (он был хранителем Шотландии во время правления Эдуарда I и Эдуарда II), вероятно, обеспечило карьеру Стефана в этой стране, хотя и принесло ему в основном только обещания должностей, а не доходов от них. В августе 1307 года он стал деканом в Глазго, а в 1309 году — каноником в Данкельде с пребендой Раттрея. Одним из руководителей сопротивления англичанам был епископ Глазго Роберт Уишарт, поэтому 10 января 1309 года король Эдуард II попросил папу римского Климента V сместить Уишарта, поставив на его место Стефана Сегрейва, которого он описывал как «известного клерка благородного происхождения и крепкой морали». Однако назначения Стефана епископом Глазго так и не произошло. В качестве компенсации 27 декабря того же года папа дал разрешение на получение ещё двух бенефициев в нарушение канонического права, так как его финансовое положение ухудшилось из-за войны между Англией и Шотландией. А дальнейшие успехи короля Роберта I Брюса окончательно лишили Сегрейва надежд получить какие-то шотландские епископства или приходы. В результате он был вынужден делать займы у лондонских торговцев. Так в 1310 году он одолжил 80 фунтов у Уильяма Аптона, а в 1311 году — 60 фунтов у другого торговца.
Не позже 29 января 1315 года Стефан был назначен архидиоконом в Эссексе. В 1315 году он поселился в Степни недалеко от Лондона. В 1319 году он стал каноником собора Святого Павла в Лондоне, оставив архидиакона в Эссексе. После этого он был вовлечён в спор с епископом Лондона Робертом Болдоком по поводу доходов от поместья Дрейтон. Не позже апреля 1318 года Стефан также стал каноником в Линкольне, а к 5 декабря 1320 года — деканом Личфилда.
В 1323 года папа римский Иоанн XXII сместил архиепископа Армы Роланда Джорза, который отказался предстать перед папским судом для расследование его нарушений. На его место 16 марта того же года папа назначил Стефана Сегрейва, однако его интронизация была отложена на год. 28 апреля 1324 года папа приказал Стефану покинуть Авиньон, посвятив себя епархии. К тому моменту его уже рукоположил кардинал-епископ Остии Рено де ла Порт. Ранее в Англии ходили слухи, что Сегрейв передал своё архиепископство папе, сохранив за собой только гонор епархии без обязанностей и доходов. 25 июня 1325 года он в Арме сообщил папе, что он и его епископы-суффраганы провозгласили папское осуждение отлучённого от церкви римского короля Людовика Баварского на английском и ирландском языках.
В июне 1328 года Сегрейв отправился в папскую курию с выражением благодарности от короля Эдуарда II, получив разрешение отплыть из Дувра со своими лошадьми и снаряжением. 15 октября 1330 года папа выдал ему разрешение владеть в качестве нерезидента бенефициарами с общим доходом в 100 фунтов в год.
Хотя сохранилось несколько писем, в которых говорится о признании папой римским его власти за пределами епархии Арма, Стефан, судя по всему, не имел большого влияния в Ирландии. Он умер в Англии 27 октября 1333 года.